# Prevale
Prevale, anche noto con il suo nome completo Carlo Prevale (Subiaco, 6 luglio 1983), è un disc jockey, produttore discografico e conduttore radiofonico italiano.

## Biografia
Ha lavorato presso Radio m2o per 15 anni, dirige la Plast Records ed il suo studio di registrazione Suono Strano dove realizza: produzioni musicali, compilations, jingles, sigle musicali, format radiotelevisivi e si occupa di doppiaggio pubblicitario.
È un ex componente del gruppo musicale Tarquini & Prevale, con il quale nel 2004 ha avuto collaborazioni con Radio Centro Suono, conducendo i programmi Voglio Vederti Danzare ed il Mix Time Machine. In seguito per m2o, sempre con lo stesso gruppo musicale, ha condotto fino al 2010 Kick off - m2o nel Pallone e Gamepad - La Consolle Virtuale, mixato due compilation e realizzato produzioni discografiche.
Prevale nel 2005 abbandona la radio regionale presentando come autore un format alla direzione artistica di m2o: Kick off - m2o nel Pallone, un mix di musica dance e trance alternato in voce da notizie sul mondo del calcio.
Nel 2006, è conduttore ed autore di un'altra trasmissione per m2o: Gamepad - La Consolle Virtuale. Un contenitore di musica italodance alternato in voce da notizie sul mondo dei videogiochi, in collaborazione con produttori come: Sony, Microsoft, Nintendo, Activision, Ubisoft e Koch Media. Nello stesso anno produce il suo primo singolo: In My Dreams seguito nel 2007 dal suo secondo: Sognami. Sempre nel 2007 seleziona e mixa Gamepad Compilation Vol. 1.0 seguita dalla Gamepad Compilation Vol. 2.0.
Nel 2009 realizza le cover: Ritual Tibetan di Gigi D'Agostino e New Year's Day degli U2, entrambe vengono inserite nella compilation Musica Maranza Vol. 6, seguite l'anno successivo dal remix di I Gotta Feeling inserito in Musica Maranza Vol. 7.
Nel 2010, lascia la conduzione di Gamepad - La Consolle Virtuale a Tarquini e Mila, terminando così tutte le attività sia radiofoniche che discografiche del gruppo. Tarquini prosegue la sua attività di conduttore radiofonico fino al 2014, anno in cui lascia il suo posto a Mila e Fabio Amoroso. A gennaio dello stesso anno insieme al DJ e produttore discografico Sanny J, Prevale realizza Once Again.
Nel 2011 crea i seguenti remix: 2 Times di Ann Lee, Adesso Balla di Daniele Meo, Le Canzoni Dell'Estate di Emi, Il Più Grande Spettacolo Dopo Il Big Bang  e Tensione Evolutiva di Jovanotti.
Nel 2013 Prevale riprende l'attività radiofonica in onda come autore di Memories, di cui è la voce ufficiale, producendo inoltre i seguenti remix: Surrender dei The Soundlovers, Ah Yeah! di Will Sparks, Let It Be The Night di Kim Lukas, Ode To Oi di TJR e Discotek People di Molella. Dal 2013 al 2016 ha curato la regia, mixato e selezionato la musica nella trasmissione radiofonica su m2o I FedEly del Weekend,
Durante il 2014 crea i remix: L'Amour Tojours (I'll Fly With You) di Sagi Rei, Like It (Boom Ba Da Da Mix) dei 20 Fingers, #Selfie dei The Chainsmokers e Five Hours Don't Hold Me Back di Deorro. A giugno realizza il remix del brano Wanna Be Free di Regina. Tra il 2015 e il 2016 realizza i seguenti remix: Alza Il Volume di Giorgio Prezioso e Fabri Fibra, Chissenefrega 'In Discoteca' dei Club Dogo, The Bad Touch dei Bloodhound Gang, Un Angelo Blu degli Hotel Saint George, Lei Che Lo Vuole di Katerfrancers, Dieci Cento Mille dei Brothers, Gangsta di Kat Dahlia e Loved Me Back To Life di Céline Dion.
Nel mese di gennaio 2016 fonda la Plast Records, etichetta discografica di musica elettronica della quale è A&R e produttore discografico esecutivo. Nel Plast Music Studio compone e produce due singoli: Yo Oh Yeah! ed Echi. Il 17 novembre 2016 esce il suo singolo Profondo Rosso.
Il 21 marzo 2017 produce ed arrangia And The Waltz Goes On, album contenente 3 versioni dance del brano composto da Sir Anthony Hopkins. Il 22 maggio produce ed arrangia L'Onore e il Rispetto, album contenente 4 versioni dance che prendono il titolo dall'omonima colonna sonora della fiction televisiva di Canale 5. Per l'estate 2017 realizza il remix di Occidentali's Karma di Francesco Gabbani.
Nel 2018 crea i seguenti remix: Keep On Rising di Ian Carey feat. Michelle Shellers, Bambola di Betta Lemme, Scooby Doo Pa Pa del DJ Kass, Ah Yeah! di Will Sparks, Solo di Clean Bandit feat. Demi Lovato, Amore e Capoeira di Takagi & Ketra feat. Giusy Ferreri & Sean Kingston e Mayores di Becky G feat. Bad Bunny. Il 18 ottobre pubblica Lambada (El Ritmo Caliente Prevaloso). Il 14 dicembre, in occasione delle festività natalizie produce ed arrangia Happy Christmas 'War is Over', album contenente 8 tracce di cui 4 versioni del brano di John Lennon e Yōko Ono.
Il 4 agosto 2019 realizza So Much for Singing, EP composto da 6 brani in 3 versioni. 
Durante il 2019 e 2020 su YouTube rilascia i remix: Gangsta della rapper Kat Dahlia in 3 versioni, Diggy Down 'Piano Deluxe' di Inna, Geht's Noch di Roman Flugel in 2 versioni, Blow It di Federico Scavo, Memories (Ahi Ahi Ahi Mix) dei Netzwerk e Bando della rapper Anna, Bad Guy di Billie Eilish in 3 versioni e Someone You Loved di Lewis Capaldi in 4 versioni. The Woodchuck Song di AronChupa e Little Sis Nora in 2 versioni, Hollywood di LA Vision e Gigi D'Agostino in 3 versioni, Jerusalema di Master KG e Nomcebo in 5 versioni e Candlelight di Lizot. La Passion di Gigi D'Agostino in 5 versioni, 7 Vizi Capitale di Piotta feat. Il Muro del Canto, sigla di Suburra, in 4 versioni, Solo di Jennie in 4 versioni e Wellfare di Gigi D'Agostino in 5 versioni. Il 19 dicembre produce La Serenissima. Ep composto da 8 brani in 4 versioni.
Il 10 gennaio 2021 su YouTube pubblica 5 versioni di Alza Il Volume di Giorgio Prezioso e Fabri Fibra, 5 versioni di Someone Like You di Adele ed un Edit di Hot Like A Megan 'Ha Ha Ha' di Alfons & B3nte. A febbraio pubblica 4 versioni del brano La Fine di Nesli e 5 versioni di Your Loving Arms di Billie Ray Martin. Il 14 febbraio realizza 6 versioni di Ti Porto Via Con Me di Lorenzo Jovanotti. A marzo pubblica il remix di Here She Comes Again di Röyksopp in 4 versioni e 3 Edit dei brani: Glitch, Cederick Digoi e Jamrock Land di Alfons. Nel mese di giugno realizza 5 versioni di It's All About dei Rooftime e 5 versioni di Discoteque dei The Roop, 4 versioni di Rave in the Grave di AronChupa e Little Sis Nora e 4 versioni di MDMA di Little Sis Nora.
Tra il mese di settembre e dicembre 2021 produce i remix: Svegliarsi la Mattina degli Zero Assoluto in 6 versioni, Drippin' in Milano della rapper Anna in 6 versioni, Dolce & Gabbana di Katerfrancers in 7 versioni, What If di Ne-Yo in 7 versioni, Easy On Me di Adele in 7 versioni, Right Now 'Na Na Na' di Akon in 7 versioni, Without You di The Kid Laroi e Miley Cyrus in 6 versioni.
Considerato uno tra i migliori disc jockey italiani, Prevale in radio sino al 17 marzo 2019 ha condotto Memories - Il Dj Set Aforismatico, uno dei programmi radiofonici più celebri che ha contribuito a portare in poco tempo m2o ai vertici delle classifiche di ascolto. Inoltre, ha condotto vari episodi di m2o Selection.

## Radio

### Trasmissioni radiofoniche regionali
- Voglio Vederti Danzare (Radio Centro Suono, 2004-2005)
- Mix Time Machine (Radio Centro Suono, 2004-2005)

### Trasmissioni radiofoniche nazionali
- Kick off - m2o nel Pallone (m2o, 2005-2006)
- Gamepad - La Consolle Virtuale (m2o, 2006-2014)
- I FedEly del Weekend (m2o, 2013-2016)
- Memories - Il Dj Set Aforismatico (m2o, 2013-2019)
- m2o Selection (m2o, 2013-2019)

## Discografia

### Album
- 2007 - Never Meet / Sognami (Bit Records)
- 2014 - Wanna Be Free (Italian Remixes) (Dmn Records)
- 2017 - And The Waltz Goes On (Plast Records)
- 2017 - L'Onore e il Rispetto (Plast Records)
- 2018 - Happy Christmas 'War is Over' (Bit Records)
- 2019 - So Much for Singing (Plast Records)
- 2020 - La Serenissima (Plast Records)

### Compilation
- 2007 - Amoroso's Invasion (Smilax Publishing)
- 2008 - Italo Fresh Hits 2008 (ZYX Music)
- 2008 - Super Italia - Future Sounds Of Italo Dance Vol. 29 (Universal Music)
- 2009 - Musica Maranza Vol. 6 (Fluida Records)
- 2010 - Musica Maranza Vol. 7 (Fluida Records)
- 2010 - DJ Player Vol. 9 (Disco Planet Records)
- 2010 - Italo Mega Dance Vol. 18 (Buntspecht)
- 2011 - DJ Player Collection 01 (Disco Planet Records)
- 2012 - Rimini, a Night to Dance (Top Italian Floorfillers) (Believe Digital)
- 2013 - Summer Lambada Compilation 2013 (Dieffe Publishing)

### Compilation mixate
- 2000 - Dimensione Musicale Compilation Vol. 1 (Track Production)
- 2002 - Dimensione Musicale Compilation Vol. 2 (Track Production)
- 2003 - Senti Come Muove Compilation (Track Production)
- 2003 - DNA Compilation (Track Production)
- 2004 - Unz & Tunz Compilation (Track Production)
- 2005 - DJ Prevale Compilation Vol. 1.0 (Track Production)
- 2005 - DJ Prevale Compilation Vol. 2.0 (Track Production)
- 2006 - La Discoteca Compilation (Track Production)
- 2007 - Gamepad Compilation Vol. 1.0 (Bit Records)
- 2009 - Gamepad Compilation Vol. 2.0 (Bit Records)

### Singoli / EP
- 2000 - Carlo Web - Free Noise (Track Production)
- 2006 - Tarquini & Prevale ft. Mr J Carry - In My Dreams (Original Mix) (Smilax Publishing)
- 2007 - Tarquini & Prevale ft. Mr J Carry - Sognami (Original Mix) (Bit Records)
- 2007 - Tarquini & Prevale - Never Meet (Bit Records)
- 2009 - Tarquini & Prevale vs. Vodka - Gamepad (Main Mix) (Bit Records)
- 2009 - Tarquini & Prevale vs. AlMa - Ritual Tibetan (Fluida Records)
- 2009 - Prevale & Candiolo Hotel - Dolcenera (Track Production)
- 2009 - Prevale vs. AlMa - New Year's Day (Fluida Records)
- 2009 - Underworld ft. Sky - My Sunshine (Main Mix) (Bit Records)
- 2009 - Tarquini & Prevale Made In Italy - Lovetime (Bit Records)
- 2009 - Tarquini & Prevale ft. DJ Power - My Love Is In The Air (Bit Records)
- 2009 - Basic Position - Kiss Me (Bit Records)
- 2010 - DJ Sanny J & Prevale - Once Again (Disco Planet Records)
- 2012 - Prevale - Lambada (El Ritmo Caliente Prevaloso) (Fluida Records)
- 2016 - Prevale - Yo Oh Yeah! (Slow Style Mix) (Plast Records)
- 2016 - Prevale ft. Flare - Echi (Slow Style Mix) (Plast Records)
- 2016 - Prevale - Profondo Rosso (Plast Records)
- 2017 - Prevale - And The Waltz Goes On (Plast Records)
- 2017 - Prevale - L'Onore e il Rispetto (Plast Records)
- 2018 - Prevale - Lambada (El Ritmo Caliente Prevaloso) (Plast Records)
- 2018 - Prevale ft. Desi - Happy Christmas 'War is Over' (Bit Records)
- 2019 - Prevale - So Much for Singing (Plast Records)
- 2020 - Prevale - La Serenissima (Plast Records)

### Remix
- 2001 - Progetto Z - Sogno Ipnotico (Carlo Web Remix) (Track Production)
- 2006 - Tarquini & Prevale ft. Mr. J Carry - In My Dreams (Resonator Mix) (Bit Records)
- 2007 - Emi - Le Canzoni Dell'Estate (Tarquini & Prevale vs. Reddj Remix) (Radio m2o)
- 2007 - Elektra Forward - Love Delight (Tarquini & Prevale Vision) (Gateway Multimedia)
- 2007 - Bloodhound Gang - The Bad Touch (Tarquini & Prevale Made In Italy Remix) (Geffen Records)
- 2007 - Made In Italy - Never Meet (Tarquini & Prevale Italo Mix) (Bit Records)
- 2009 - Gianna Nannini - I Maschi (Prevale Remix) (BMG Ricordi)
- 2009 - Khrys ft. Pol Rossignani - Here (Tarquini & Prevale Mix) (Planeta Mix Records)
- 2010 - The Black Eyed Peas - I Gotta Feeling (Carlo Prevale Dance Concept) (Fluida Records)
- 2011 - Prevale vs. Ann Lee - 2 Times (Prevaloso Tanz Remix) (Energy Production)
- 2011 - Prevale vs. Daniele Meo - Adesso Balla (Prevaloso Tanz Remix) (Armonica Records)
- 2011 - Prevale ft. Emi - Le Canzoni Dell'Estate (Ti Batte Il Cuore Mix) (Radio m2o)
- 2011 - Prevale ft. Jovanotti - Il Più Grande Spettacolo Dopo Il Big Bang (Io e Te Mix) (Universal Music)
- 2012 - Prevale ft. Jovanotti - Tensione Evolutiva (Pioggia e Vento Mix) (Universal Music)
- 2013 - Prevale vs. The Soundlovers - Surrender (Discotecoso Mix) (Do It Yourself)
- 2013 - Will Sparks - Ah Yeah! (Prevale Edit) (House Of Fun)
- 2013 - Prevale & Kim Lukas - Let It Be The Night (Prevale Remix) (Zomba Records)
- 2013 - TJR - Ode To Oi (Prevale Edit) (London Records)
- 2013 - Molella - Discotek People (Prevale Remix) (Liquid Sound)
- 2014 - Sagi Rei - L'Amour Toujours (I'll Fly With You) (Prevale Remix) (Media Records)
- 2014 - Regina & Rafael Lelis - Wanna Be Free (Prevale Remix) (Dmn Records)
- 2014 - Prevale vs. 20 Fingers ft. Roula - Like It (Boom Ba Da Da Mix) (ZYX Music)
- 2014 - The Chainsmokers - #Selfie (Prevale Edit) (Dim Mak Records)
- 2014 - Deorro ft. DyCy - Five Hours Don't Hold Me Back (Prevale Mix) (Armada Music)
- 2015 - Prezioso vs. Fabri Fibra - Alza Il Volume (Prevale Remix) (Time Records)
- 2016 - Club Dogo - Chissenefrega 'In Discoteca' (Prevale Remix) (Universal Music)
- 2016 - Bloodhound Gang - The Bad Touch (Prevale Remix) (Geffen Records)
- 2016 - Hotel Saint George - Un Angelo Blu (Prevale Remix) (Made in Etaly)
- 2016 - Katerfrancers - Lei Che Lo Vuole (Prevale Remix) (Flat Frog)
- 2016 - Brothers ft. Ranieri - Dieci Cento Mille (Prevale Remix) (Melodica)
- 2016 - Kat Dahlia - Gangsta (Prevale Remix) (Sony Music Entertainment)
- 2016 - Céline Dion - Loved Me Back To Life (Prevale Remix) (Sony Music Entertainment)
- 2017 - Francesco Gabbani - Occidentali's Karma (Prevale Remix) (BMG Rights Management)
- 2018 - Ian Carey ft. Michelle Shellers - Keep On Rising (Prevale Remix) (Spinnin' Records)
- 2018 - Betta Lemme - Bambola (Prevale Remix) (X-Energy Records)
- 2018 - DJ Kass - Scooby Doo Pa Pa (Prevale Remix) (Ultra Records)
- 2018 - Clean Bandit ft. Demi Lovato - Solo (Prevale Remix) (Atlantic Records UK)
- 2018 - Takagi & Ketra ft. Giusy Ferreri & Sean Kingston - Amore e Capoeira (Prevale Remix) (Sony Music Entertainment)
- 2018 - Becky G ft. Bad Bunny - Mayores (Prevale Remix) (Kemosabe Records)
- 2019 - Kat Dahlia - Gangsta (Prevale Remix) (Sony Music Entertainment)
- 2019 - Inna - Diggy Down 'Piano Deluxe' (Prevale Remix) (Global Records)
- 2019 - Roman Flugel - Geht's Noch (Prevale Remix) (Cocoon Music Event GMBH)
- 2019 - Federico Scavo - Blow It (Prevale Remix) [Prevaloso Unz Element] (d:vision - Energy Production)
- 2020 - Prevale vs. Netzwerk - Memories (Ahi Ahi Ahi Mix) (Robyx)
- 2020 - Prevale vs. Anna - Bando (Prevaloso Energy Remix) (Universal Music)
- 2020 - Billie Eilish - Bad Guy (Prevale Remix) (Darkroom/Interscope Records)
- 2020 - Lewis Capaldi - Someone You Loved (Prevale Remix) (Universal Music GMBH)
- 2020 - AronChupa & Little Sis Nora - The Woodchuck Song (Prevale Remix) (Sony Music Entertainment Sweden AB)
- 2020 - LA Vision & Gigi D'Agostino - Hollywood (Prevale Remix) (Time Records)
- 2020 - Master KG ft. Nomcebo - Jerusalema (Prevale Remix) (Warner Music France)
- 2020 - Prevale vs. Lizot - Candlelight (Prevaloso Concept) (Sony Music Entertainment Germany GmbH)
- 2020 - Prevale vs. Gigi D'Agostino - La Passion (ZYX Music GmbH)
- 2020 - Prevale vs. Piotta ft. Il Muro del Canto - 7 Vizi Capitale [Suburra] (La Grande Onda S.r.l.)
- 2020 - Jennie from Blackpink - Solo (Prevale Remix) (YG Entertainment Inc.)
- 2020 - Prevale vs. Gigi D'Agostino - Wellfare (Media Songs S.r.l.)
- 2021 - Prezioso vs. Fabri Fibra - Alza Il Volume (Prevale Mix) (Time Records)
- 2021 - Alfons & B3nte - Hot Like A Megan 'Ha Ha Ha' (Prevale Edit) (Amuse)
- 2021 - Adele - Someone Like You (Prevale Mix) (XL Recordings Ltd.)
- 2021 - Nesli - La Fine (Prevale Mix) (Carosello Records)
- 2021 - Billie Ray Martin - Your Loving Arms (Prevale Remix) (Warner Music)
- 2021 - Lorenzo Jovanotti - Ti Porto Via Con Me (Prevale Remix) (Universal Music)
- 2021 - Prevale vs. Röyksopp - Here She Comes Again (Warner Music)
- 2021 - Alfons - Glitch (Prevale Edit) (Amuse)
- 2021 - Alfons - Cederick Digoi (Prevale Edit) (Amuse)
- 2021 - Alfons - Jamrock Land (Prevale Edit) (Universal Music)
- 2021 - The Roop - Discoteque (Prevale Mix) (Warner Music)
- 2021 - Prevale vs. Rooftime - It's All About (Prevaloso Mix) (Austro Music)
- 2021 - AronChupa & Little Sis Nora - Rave in the Grave (Prevale Edit) (Sony Music Entertainment Sweden AB)
- 2021 - Little Sis Nora - MDMA (Prevale Mix) (Sony Music Entertainment Sweden AB)
- 2021 - Prevale vs. Zero Assoluto - Svegliarsi la Mattina (Universo)
- 2021 - Prevale vs. Anna - Drippin' in Milano (Universal Music)
- 2021 - Prevale vs. Katerfrancers - Dolce & Gabbana (Flat Frog)
- 2021 - Prevale vs. Ne-Yo - What If (Motown Records)
- 2021 - Prevale vs. Adele - Easy On Me (Columbia Records)
- 2021 - Prevale vs. Akon - Right Now ' Na Na Na ' (Universal Music)
- 2021 - Prevale vs. The Kid Laroi & Miley Cyrus - Withou You (Columbia Records)